# Siphoneugena kiaerskoviana
Siphoneugena kiaerskoviana är en myrtenväxtart som först beskrevs av Karl Ewald Maximilian Burret, och fick sitt nu gällande namn av Eberhard Max Leopold Kausel. Siphoneugena kiaerskoviana ingår i släktet Siphoneugena och familjen myrtenväxter. Inga underarter finns listade i Catalogue of Life.